# Edward Partington
Edward Partington (1836 - 5 janvier 1925) est un industriel anglais .

## Biographie
Partington est né à Bury, dans le Grand Manchester, fils d'Edward Partington, et arrive à Glossop en 1874. Lui, avec son associé William Olive, achètent le Turn Lee Mill de Thomas Hamer Ibbotson. Il l'achète pour expérimenter une méthode moderne de fabrication du papier utilisant le procédé au sulfite. Il s'agrandit rapidement avec des usines à Salford et Barrow-in-Furness. Il fusionne avec Kellner de Vienne et est créé Lord Doverdale en 1914. Ses usines de Charlestown créent près de 1000 emplois . Il emploie un millier de travailleurs dans son usine de Charlestown, 1 sur 12 de la population active. Il est unitaire et libéral. Il est sous-lieutenant du Derbyshire. Il est fait baron dans les honneurs de démission du Premier ministre de 1916  étant créé baron Doverdale, de Westwood Park dans le comté de Worcester le 6 janvier 1917.
Il meurt subitement quelques heures après avoir visité ses moulins un après-midi de 1925 .